# Липецкий автобус
Ли́пецкий авто́бус — сеть автобусных маршрутов города Липецка. Основной вид наземного муниципального и частного общественного транспорта города. Имеет широкую сеть маршрутов, которая охватывает всю городскую агломерацию. Сеть включает в себя городские и полупригородные маршруты.

## История
29 мая 1933 года вышло постановление президиума Липецкого городского совета:

«Учитывая отсутствие какого-либо вида городского пассажирского транспорта при дальности населенных рабочих пунктов промпредприятий и новостроек, достигающей от 6 до 10 км и отсутствие сообщения курорта с вокзалом, и прямую непосредственную необходимость в организации городского транспорта — считать необходимым приобретение … 3-х автобусов»
4 октября 1939 года в Липецке была создана Липецкая контора автомобильного транспорта. Это было первое подобное предприятие в городе. 1 июля 1954 года, в связи с созданием Липецкой области, учредили более крупную компанию — Липецкий облавтотрест. После этого городской пассажирский транспорт развивается отдельно от грузового.
Предприятие поделили на две автоколонны — пассажирскую и грузовую. Первые автобусы — ЗИС-155, ПАЗ-651, ГАЗ-03-20. Предприятие обслуживало четыре городских регулярных маршрута: Центральный рынок — Трубный завод, Центральный рынок — Сокол, Центральный рынок — Сырский Рудник, Центральный рынок — карьер [уточнить].
В 1966 году автоконтора переименована в Липецкое ПАТП № 1, а в 1973 году пассажирскую автоколонну — в Автоколонну № 1415.
9 апреля 1972 года в Липецке появились «Икарусы». Первоначально они курсировали по маршруту № 22. Ныне основную часть автобусов занимают «ЛиАЗы».
28 июля 2005 года ПАТП-1 и Автоколонна № 1415 были объединены в единую структуру — «Липецкое пассажирское автотранспортное предприятие». Это было необходимо для координации за наземным транспортом и минимизации расходов.

## Современность

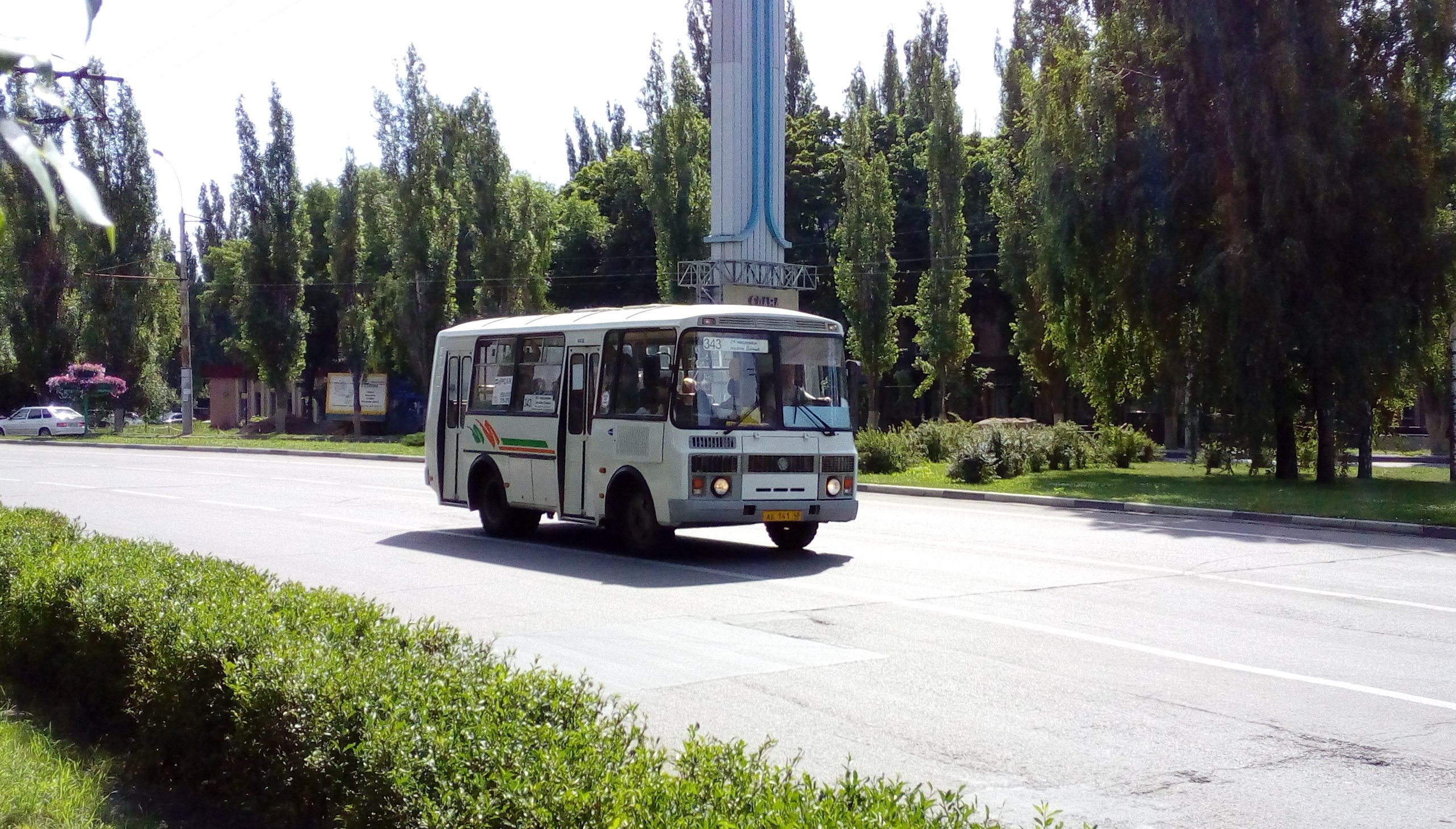
ПАЗ-3205 в Липецке

По состоянию на 2023 год в Липецке 20 муниципальных автобусных маршрутов и 28 коммерческих автобусных маршрутов. Кроме того, существуют 14 пригородных автобусных маршрутов. Всего в городе 280 муниципальных автобусов, однако половина обслуживается частными перевозчиками, у которых 314 автобусов.
Руководит автобусным движением МУП «Липецкпассажиртранс». Оно было создано 3 октября 2011 года, когда были объединены два городских МУПа — «ЛПАТП» и «Трамвайно-троллейбусное депо».
29 декабря 2009 года, в районе остановочного пункта «ул. Зегеля» состоялась презентация комплексной автоматизированной системы управления пассажирскими перевозками с введением современной автоматизированной системы оплаты проезда.
С 1 января 2010 года все муниципальные маршруты работают под контролем современной навигационной системы ГЛОНАСС/GPS.
С 1 июня 2024 года стоимость проезда по карте составляет 29 рублей. При оплате наличными стоимость проезда в общественном транспорте составляет 34 рубля.

## Программа обновления городского транспорта

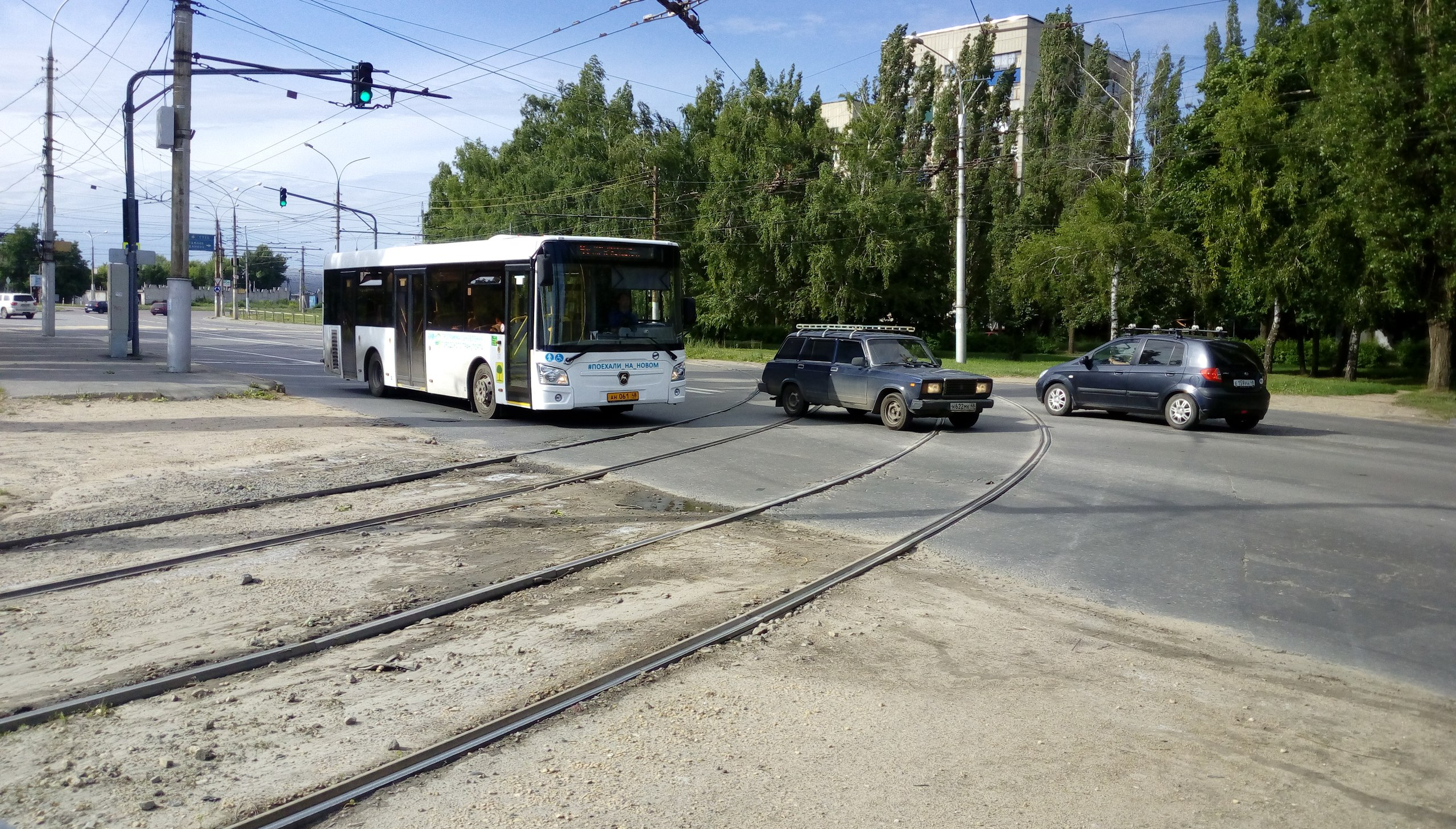
ЛиАЗ-4292

В 2015 и 2016 годах не раз заявлялось о изношенности троллейбусов. Частые поломки и убытки способствовали тому, чтобы троллейбусный парк Липецка был закрыт. Отмечалось, что троллейбусный парк изношен на 100 %. В качестве альтернативы началась «Программа обновления городского транспорта», призванная сократить убытки «Липецкпассажиртрансу» и обновить все старые и изношенные единицы транспорта (более 160 единиц).
1 июля 2017 в Липецке вышли на дороги первые ЛиАЗ-4292, купленные в лизинг количеством в 21 единицу. Часть из них вступила на троллейбусные маршруты № 1, 2, 9 и получили в конце номера маршрута приставку «Т», означающую «Троллейбус». Позже в Липецк был доставлен электробус НефАЗ-5299-10-15, а также Волжанин СитиРитм, работающий на метане.
Также в ноябре 2018 года из Москвы было доставлено несколько списанных Волжанин-6270, а в январе 2019 года были доставлены автобусы МАЗ-103. Помимо этого весной того же года были доставлены КАвЗ-4270, работающий на метане. 
На балансе МУП «Липецкпассажиртранс», помимо классических автобусов, числятся десять электробусов модели КамАЗ-6282. До этого эксплуатировались Volgabus-5270.E0, но в марте 2024 года они были списаны.

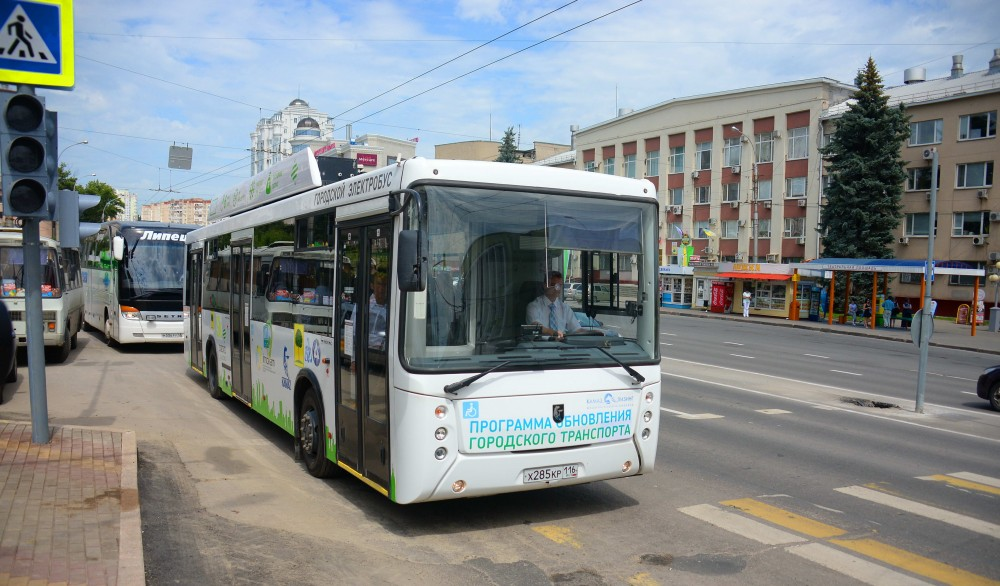
Электробус на базе НефАЗ-5299 на дне города Липецка

Программа обновления городского транспорта рассчитана на 3-5 лет. Планируется замена автобусного парка более чем на 70 % и выпуска в эксплуатацию новых видов автобусов и маршруток. После её завершения планируется работа над скоростным трамваем для Липецка.